# Brachoria divicuma
Brachoria divicuma är en mångfotingart som beskrevs av Keeton 1965. Brachoria divicuma ingår i släktet Brachoria och familjen Xystodesmidae. Inga underarter finns listade i Catalogue of Life.